# دیوید جونز (نقاش-شاعر)
والتر دیوید جونز (۱ نوامبر ۱۸۹۵–۲۸ اکتبر ۱۹۷۴) نقاش و شاعر مدرنیست بریتانیایی بود. نقاشی‌های او عمدتاً با آبرنگ و از پرتره‌ها، حیوانات، مناظر طبیعی و موضوعات اسطوره‌ای و مذهبی بودند. او همچنین چوب‌تراش و نقاش کتیبه بود. در سال ۱۹۶۵، کنت کلارک او را به عنوان بهترین نقاش زنده بریتانیا معرفی کرد، در حالی که هم تی اس الیوت و هم دبلیو اچ اودن شعرهای او را در میان بهترین اشعار قرن خود قرار دادند.

## زندگی‌نامه
جونز در جاده آرابین، بروکلی ، کنت، که اکنون در حومه جنوب شرقی لندن است، به دنیا آمد و بعداً در جاده هاوسون در همان نزدیکی زندگی کرد. پدرش، جیمز جونز، در فلینت‌شایر در شمال ولز در خانواده‌ای ولزی‌زبان به دنیا آمد، اما پدرش او را از صحبت کردن به زبان ولزی دلسرد می‌کرد، چرا که معتقد بود استفاده از این زبان ممکن است برای آینده شغلی فرزندش مناسب نباشد. جیمز جونز به لندن نقل مکان کرد تا به عنوان ناظر چاپخانه برای نشریه کریستین هرالد کار کند. در آن‌جا با آلیس برادشاو آشنا شد و با او ازدواج کرد. آنها صاحب سه فرزند شدند: هارولد که در ۲۱ سالگی بر اثر سل درگذشت، آلیس و دیوید.
با شروع جنگ جهانی اول، جونز در ۲ ژانویه ۱۹۱۵ در گردان ولز لندن نام‌نویسی کرد و در ۱۹۱۵–۱۹۱۸ در جبهه غربی با لشکر ۳۸ (ولش) خدمت کرد. از میان نویسندگان بریتانیایی جونز بیشترین زمان را در خط مقدم سپری کرد (۱۱۷ هفته). او در سال ۱۹۱۸ نزدیک بود بر اثر تب سنگر بمیرد، اما در انگلستان بهبود یافت و تا زمان آتش‌بس در ایرلند مستقر بود. تجربه جونز در زمان جنگ مبنای شعر بلند او در پرانتز شد.